# Harry Rosenbusch
Karl Heinrich (Harry) Ferdinand Rosenbusch, född 24 juni 1836 i Einbeck, död 20 januari 1914 i Heidelberg, var en tysk mineralog och geolog.
Rosenbusch studerade till en början filologi och teologi, men övergick 1862 till studiet av naturvetenskaperna. Han blev 1868 docent vid universitetet i Freiburg im Breisgau, 1873 professor vid universitetet i Strassburg och 1878 i Heidelberg, där han ända till 1908 verkade som en synnerligen högt skattad föreläsare i petrografi, även för många utländska forskare. Genom dessa sina lärjungar bildade han skola över hela världen och hade det mäktigaste inflytande på uppbyggandet och utformandet av det petrografiska systemet.
Bland hans arbeten kan särskilt nämnas Mikroskopische Physiographie der Mineralien und Gesteine (1873-77; fjärde upplagan 1905-07) och Elemente der Gesteinslehre (1898; tredje upplagan 1910). Han blev ledamot av svenska Vetenskapsakademien 1885 och tilldelades Wollastonmedaljen 1903.